# Carl Anders Larsson
Carl Anders Larsson (i riksdagen kallad Larsson i Maspelösa), född 7 april 1819 i Mjölby, död 2 oktober 1884 i Flistad socken, Östergötlands län, var en svensk lantbrukare och politiker. Han var svärfar till riksdagsmannen Ivar Månsson.
Carl Anders Larsson blev som ung skrivare hos en kronofogde och slog sig sedan fram som självlärd sakförare, till dess han fick möjlighet att förvärva ett eget lantbruk i Maspelösa, Flistads socken, där han också hade ledande kommunala uppdrag. Han var även aktiv i den lokala sparbanksrörelsen.
Han företrädde bondeståndet i Vifolka, Valkebo och Gullbergs härader vid ståndsriksdagarna 1859/60 och 1862/63 samt Vifolka och Gullbergs härader 1865/66. Redan under hans första tid i ståndsriksdagen väckte han stor uppmärksamhet och spelade en betydande role som en av ledarna för den liberala riktningen, även kalla Östgötapartiet. Efter tvåkammarriksdagens införande var han ledamot i andra kammaren för Vifolka, Valkebo och Gullbergs domsagas valkrets 1867–1869 samt 1873–1884. År 1867 tillhörde han Ministeriella partiet, men övergick till Nyliberala partiet 1868 och kvarstod där mandatperioden ut. Under perioden 1873–1884 tillhörde han Lantmannapartiet. I riksdagen var han bland annat ledamot av konstitutionsutskottet 1867, statsutskottet 1868–1869, 1875 och 1879–1884 samt lagutskottet 1873–1874. Han var särskilt engagerad i återhållsamhet med statsutgifterna men drev även jordbrukspolitiska frågor.